# Petroselinum
Petroselinum, el perejil, es un género que comprende 2 especies herbáceas bienales, usadas como condimento.  Es muy común en la gastronomía de Oriente Medio, Europa,  América.  Se usan sus hojas,  del mismo modo que el coriandro (llamado el  perejil chino o cilantro). 
Frecuentemente se utiliza como aderezo. Mucha gente piensa que el perejil italiano tiene más aroma, y esta opinión es apoyada por análisis químicos que detectan mucho más nivel de aceite esencial en los cultivares del italiano.  Uno de los compuestos del tal aceite es el apiol.[cita requerida]
Otro tipo de perejil crece como una raíz comestible, produciendo muchas más raíces gruesas que los tipos cultivados por sus hojas. 

## Cultivo
Su germinación es muy difícil. Tales había dicho que su prolongada germinación, se debía  "... a que las semillas viajan al infierno dos, tres, siete, o nueve veces (dependiendo de las fuentes) antes de poder empezar a germinar."  La germinación es inconsistente y puede requerir 3-6 semanas.
Probablemente la furanocumarina en la cubierta de la semilla pueda ser responsable de su problemática germinación. Además de inhibir la germinación propia,  hace competencia con otras plantas vecinas.  El mojado de sus semillas más de 24 h, antes de la siembra abrevia el prolongado periodo de germinación.
Crece bien en macetas profundas, siempre que permitan acomodar su larga raíz pivotante. Si crece en interiores, requiere al menos cinco horas de luz solar.
En partes de Europa,  y particularmente en Asia occidental, muchas comidas se sirven con perejil picado.  El fresco aroma es extremadamente bueno para el pescado. Es un ingrediente estrella en varias ensaladas del Sudoeste asiático, e.g., tabbouleh que es el plato nacional de Líbano. En el sur y el centro de Europa, es parte del bouquet garni, una tortilla de frescas hierbas usadas para saborizar caldos, sopas, y ensaladas.  También se usa como condimento. El persillade, una especie de pesto,  es una mezcla de ajo y perejil picados.  Gremolata es la mezcla de perejil, ajo, y zumo de limón.

## Uso en medicina popular
- Su tisana  puede  usarse en enemas. Los herbologistas chinos y alemanes recomiendan su té para coadyuvar tratamientos contra la hipertensión, y los Cheroqui lo usan como tónico para dolores de vejiga.  También se usa como emenagogo.
- También aparece como aumentador de la diuresis, por inhibición de la bomba de electrones Na+/K+-ATPasa  en el riñón,  mejorando las excretas de sodio y de agua mientras incrementa la reabsorción de potasio.[2] Es  valorado como un acuarético.
- Picado sobre la piel,  puede reducir la inflamación por picaduras de mosquito.

## Riesgos para la salud
- Tiene (1,7 g/100 g, ) de ácido oxálico,  componente en la formación de cálculo renales y de  deficiencias nutricias.
- Su aceite contiene furanocumarina y psoralen que  lidera extrema fotosensibilización si se usa oralmente.

## Taxonomía
El género fue descrito por John Hill (botánico) y publicado en The British Herbal 424–425, pl. 60 [lower left]. 1756. La especie tipo es: Petroselinum crispum
Etimología
Petroselinum: nombre genérico del latín medieval petrosilium, del latín clásico petroselinum, latinización del griego πετροσέλινον ( petroselinon), "perejil de roca", de πέτρα (petra) = "roca, piedra", + σέλινον ( selinon ) = "perejil".

## Galería

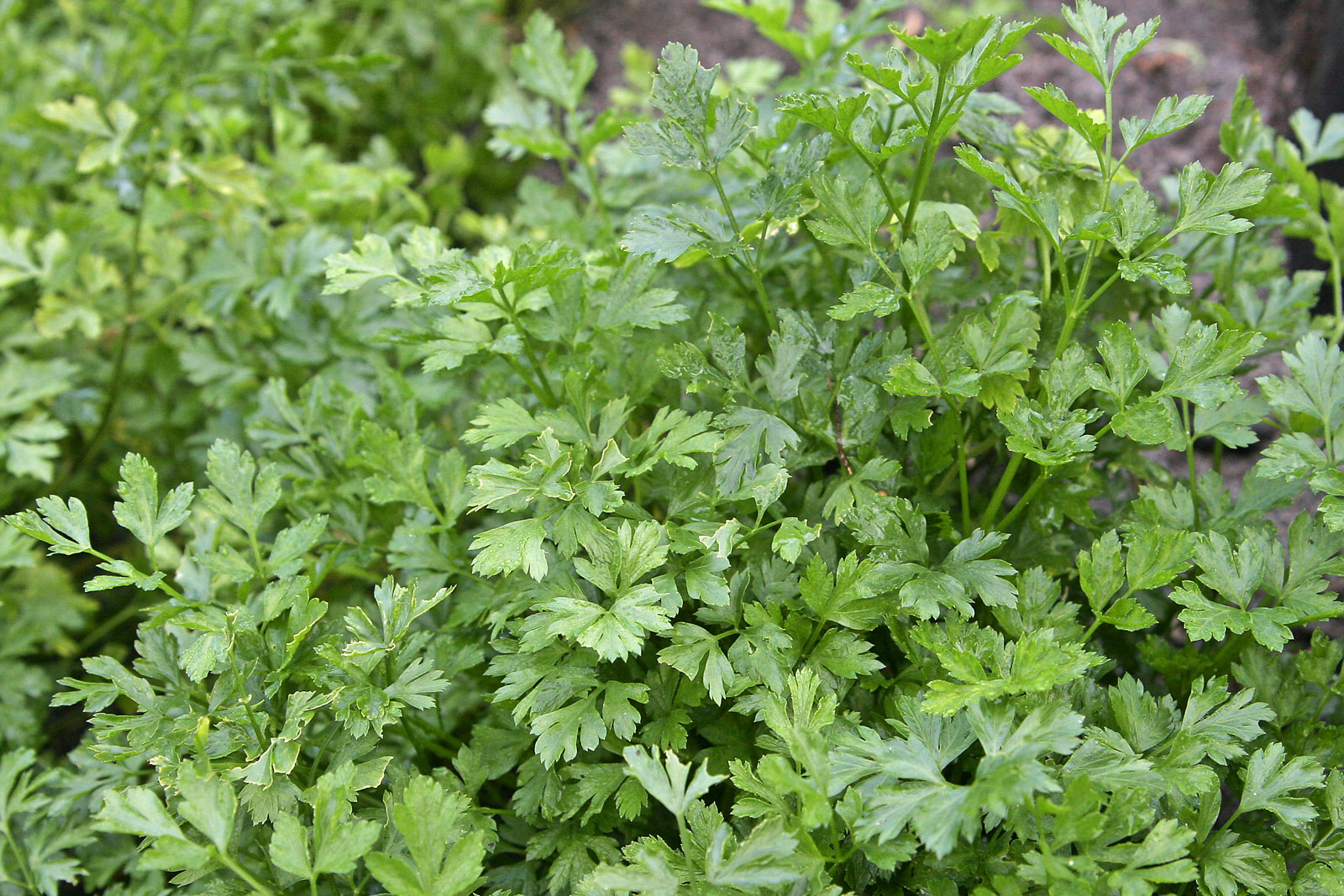
Mata de perejil
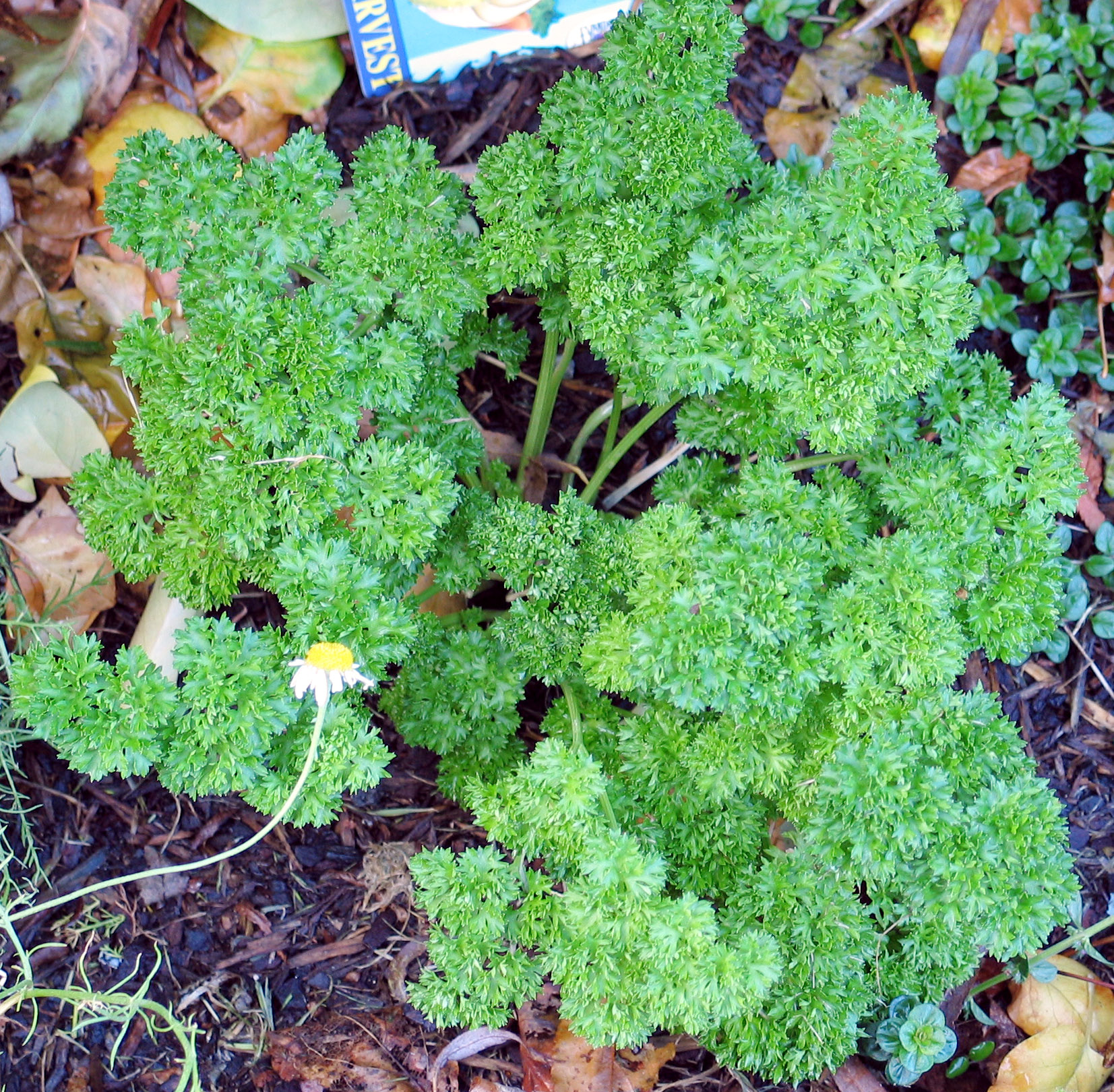
Perejil crespo
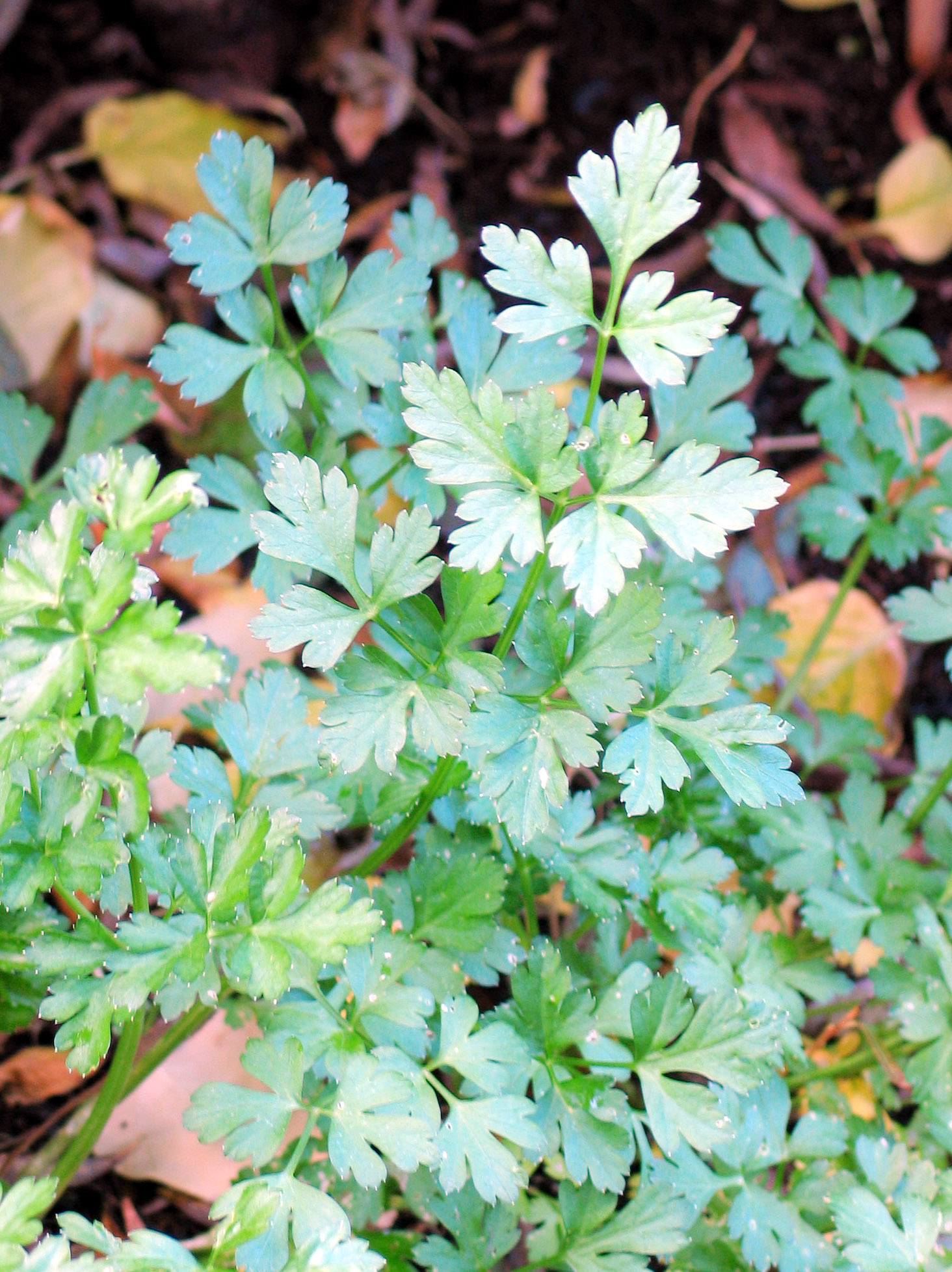
Perejil de hoja plana
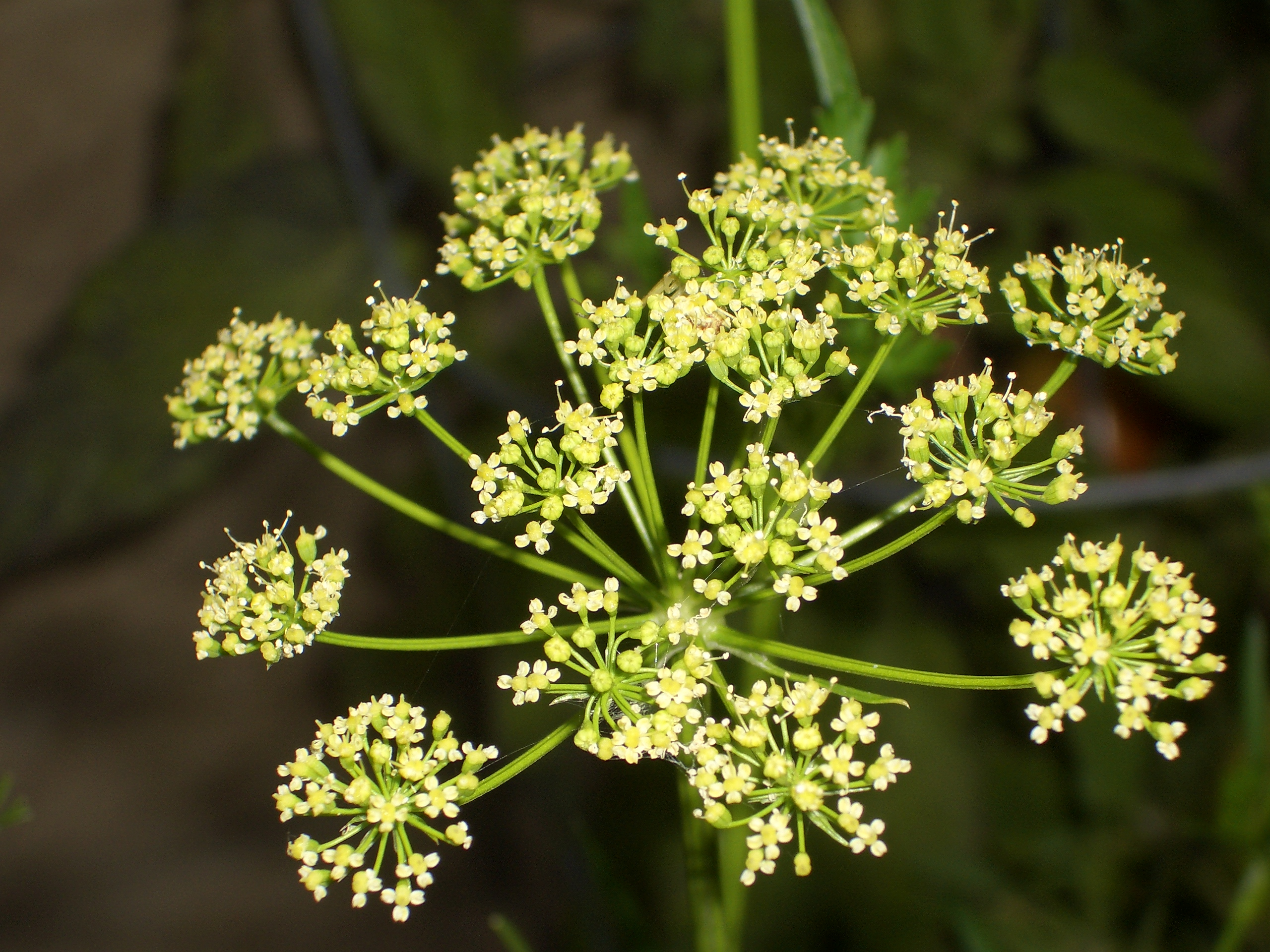
Flores de perejil italiano